# Josep Cardús i Aguilar
Josep Cardús i Aguilar, també conegut com a Cardús I o Papi Cardús, (Barcelona, 19 d'octubre de 1917 - Barcelona, 29 de desembre de 2006) fou un futbolista català de les dècades de 1930 i 1940.

## Trajectòria
Ingressà al primer equip del RCD Espanyol l'any 1936, jugant-hi durant la Guerra Civil espanyola excepte la temporada 1938-39, en la qual formà part del C.R.E. Artilleria. El 1939 retornà a l'Espanyol, on compartí el mig del camp amb homes com Isidre Rovira, Fèlix Llimós o Jaume Arasa. El setembre de 1942 fou cedit al CE Sabadell, on jugà durant una temporada. Acabada la cessió retornà a l'Espanyol on jugà dues temporades més, la darrera amb pocs minuts sobre la gespa. El 1945 deixà l'Espanyol i fitxà pel FC Barcelona, on jugà una temporada. La següent campanya defensà els colors del CF Badalona, club del qual esdevingué entrenador la següent temporada.
Fou 3 cops internacional amb la selecció catalana de futbol entre 1941 i 1944, essent autor d'un gol enfront de la selecció de Stuttgart el 1941.
Un cop retirat fou farmacèutic. El seu germà Jordi Cardús i Aguilar fou un destacat futbolista i nedador.

## Palmarès
- Copa d'Espanya: 1939-40
- Campionat de Catalunya: 1936-37, 1939-40
- Copa d'Or Argentina: 1940